# Massachusetts kormányzóinak listája
Ez a lista az Amerikai Egyesült Államok Massachusetts államának kormányzóit sorolja föl. Massachusetts állam az USA egyik leggazdagabb kulturális központja. Itt található Amerika egyik legrégebben alapított települése, Boston. Boston városa az első amerikai városok egyike volt. Puritán telepesek alapították 1630. szeptember 17-én, abban a reményben, hogy ez lesz a keresztény élet városmodellje – ahogy ők nevezték -, Város a Hegyen. Massachusetts jelentős történelmi események színtere volt. Különösen jelentős szerepet játszott az Amerikai függetlenségi háború idején. A bostoni sortűz, melynek során a brit hadsereg katonái belelőttek a Boston utcáin tüntető tömegbe, meghatározó előzménye volt a háborúnak. Az 1773-as teatörvény bevezetése utáni bostoni teadélután eseményei (1773. december 16.) pedig lavinaként indították el az Amerikai Függetlenségi Háború történéseit.
Massachusetts 1788. február 6-án, sorrendben hatodikként lépett be az Amerikai Egyesült Államokba.
A kormányzói széket négy évre lehet elnyerni, s nincsen meghatározva az, hogy egy személy hányszor választható újra.
Jelenleg a 73. kormányzó, a Demokrata Párthoz tartozó Maura Healey tölti be a tisztséget 2023. január 5. óta. A helyettes kormányzó a szintén demokrata Kim Driscoll.

## Párthovatartozás
| Párt                   | Kormányzók |
| ---------------------- | ---------- |
| Demokrata              | 20         |
| Republikánus           | 31         |
| Demokrata-republikánus | 6          |
| Föderalista            | 3          |
| Whig                   | 7          |
| Jackson-ellenes        | 1          |
| Amerika párt           | 1          |
| Független              | 6          |

## Az USA fennhatóságát megelőző időszak kormányzói

### Massachusetts-öböl koloniális kormányzói
| Kép | Kormányzó                                               | Hivatali idő kezdete | Hivatali idő vége  | Helyettes                    |
| --- | ------------------------------------------------------- | -------------------- | ------------------ | ---------------------------- |
| | Matthew Cradock                                         | 1628                 | 1629. október 20.  | Thomas Goffe                 |
| A head and shoulders portrait of Endecott. He wears a black magistrate's robe, with a falling collar or clerical rabat of gray. He has a narrow goatee beard and a moustache that roughly form a cross. | John Endecott                                           | 1629. április 30.    | 1630. június 12.   | Nem volt                     |
| The bearded Winthrop wears a black magistrate's robe with lace collar and shirt cuffs visible. | John Winthrop                                           | 1629. október 20.    | 1634. május 14.    | John Humphrey (1629–30)      |
| The bearded Winthrop wears a black magistrate's robe with lace collar and shirt cuffs visible. | John Winthrop                                           | 1629. október 20.    | 1634. május 14.    | Thomas Dudley (1630–34)      |
| | Thomas Dudley                                           | 1634. május 14.      | 1635. május 6.     | Roger Ludlow                 |
| | John Haynes                                             | 1635. május 6.       | 1636. május 25.    | Richard Bellingham           |
| Head-only portrait of Vane with long hair and a lace collar. | Sir Henry Vane the Younger                              | 1636. május 25.      | 1637. május 17.    | John Winthrop                |
| | John Winthrop                                           | 1637. május 17.      | 1640. május 13.    | Thomas Dudley                |
| | Thomas Dudley                                           | 1640. május 13.      | 1641. június 2.    | Richard Bellingham           |
| | Richard Bellingham                                      | 1641. június 2.      | 1642. május 18.    | John Endecott                |
| | John Winthrop                                           | 1642. május 18.      | 1644. május 29.    | John Endecott                |
| | John Endecott                                           | 1644. május 29.      | 1645. május 14.    | John Winthrop                |
| | Thomas Dudley                                           | 1645. május 14.      | 1646. május 6.     | John Winthrop                |
| | John Winthrop                                           | 1646. május 6.       | 1649. május 2.     | Thomas Dudley                |
| | John Endecott                                           | 1649. május 2.       | 1650. május 22.    | Thomas Dudley                |
| | Thomas Dudley                                           | 1650. május 22.      | 1651. május 7.     | John Endecott                |
| | John Endecott                                           | 1651. május 7.       | 1654. május 3.     | Thomas Dudley                |
| | Richard Bellingham                                      | 1654. május 3.       | 1655. május 23.    | John Endecott                |
| | John Endecott                                           | 1655. május 23.      | 1665. május 3.     | Richard Bellingham           |
| | Richard Bellingham                                      | 1665. május 3.       | 1672. december 12. | Francis Willoughby (1665–71) |
| John Leverett (1671–72) | Richard Bellingham                                      | 1665. május 3.       | 1672. december 12. |                              |
| A three-quarter length engraved portrait of Leverett in full military uniform. His right hand rests on a knight's helmet, and his left is on his hip, holding gloves. | John Leverett                                           | 1672. december 12.   | 1679. május 28.    | Samuel Symonds (1673–78)     |
| A three-quarter length engraved portrait of Leverett in full military uniform. His right hand rests on a knight's helmet, and his left is on his hip, holding gloves. | John Leverett                                           | 1672. december 12.   | 1679. május 28.    | Simon Bradstreet (1678–79)   |
| A head and shoulders portrait of Bradstreet, who wears a gold-peach robe over a black shirt and white cravat. His shoulder-length hair is topped with a small black cap. | Simon Bradstreet                                        | 1679. május 28.      | 1686. május 25.    | Thomas Danforth              |
| The seal of the Dominion of New England. The text around its border reads (in abbreviated Latin) "HIB : REX : FIDEI : DEFEN · JACOBUS : II : D : G : MAG : BRIT: FRAN". This is abbreviated Latin for "Iacobus Secundus Dei Gratia Magnae Britanniae, Franciae et Hiberniae Rex, Fidei Defensor", which reads in English as "James the Second, by the grace of God, of Great Britain, France and Ireland, King, Defender of the Faith". The king is shown with two people, a white man and an Indian, kneeling before him with gifts. Above them is a cherub holding a banner that reads "NUNQUAM LIBERTAS GRATIR EXTAT". This is an abbreviated quotation, whose full text is "Nunquam libertas gratior extat Quam sub rege pio", in English "Never does liberty appear in a more gracious form than under a pious king". | A New England dominium kormányzóinak fennhatósága alatt | 1686. május 25.      | 1689. április 18.  |                              |
| | Simon Bradstreet                                        | 1689. április 18.    | 1692. május 14.    | Thomas Danforth              |

#### New England dominium kormányzói
| Kép | Kormányzó                                       | Hivatali idő kezdete | Hivatali idő vége  | Helyettes         |
| --- | ----------------------------------------------- | -------------------- | ------------------ | ----------------- |
| A half-length oil portrait of Joseph Dudley, wearing a magistrate's robe.                                                             | Joseph Dudley (New England-i gyűlés elnökeként) | 1686. május 25.      | 1686. december 20. | William Stoughton |
| A half-length engraved black-and-white portrait of Edmund Andros. He wears metal plate armor, and a lace collar or cravat is visible. | Sir Edmund Andros                               | 1686- december 20.   | 1689. április 18.  | Francis Nicholson |

### Massachusetts-öböl provincia kormányzói
| Kép | Kormányzó                          | Hivatali idő kezdete | Hivatali idő vége    | Helyettes                                                |
| --- | ---------------------------------- | -------------------- | -------------------- | -------------------------------------------------------- |
| A head and shoulders portrait of Phips. He has dark hair, and wears a magistrate's robe.                                                                                     | Sir William Phips                  | 1692. május 16.      | 1694. november 17.   | William Stoughton (1692. május 16. – 1701. július 7.)    |
| A full length seated portrait of the elderly William Stoughton. Harvard College's Stoughton Hall is visible in the background.                                               | William Stoughton (helyettesként)  | 1694. december 4.    | 1699. május 26.      | William Stoughton (1692. május 16. – 1701. július 7.)    |
| A black and white half-length engraved portrait of Bellomont. He wears a uniform adorned with military honors.                                                               | Richard Coote, Bellomont 1. earlje | 1699. május 26.      | 1700. július 17.     | William Stoughton (1692. május 16. – 1701. július 7.)    |
| | William Stoughton (helyettesként)  | 1700. július 22.     | 1701. július 7.      | William Stoughton (1692. május 16. – 1701. július 7.)    |
| | Kormányzói tanács (helyettesként)  | 1701. július 10.     | 1702. július 11.     | Széküresedés                                             |
| | Joseph Dudley                      | 1702. június 11.     | 1715. február 4.     | Thomas Povey (1702. június 11. – 1706. január 28. körül) |
| Széküresedés | Joseph Dudley                      | 1702. június 11.     | 1715. február 4.     |                                                          |
| William Tailer (1711. október 4. – 1715. február 4.) | Joseph Dudley                      | 1702. június 11.     | 1715. február 4.     |                                                          |
| | Kormányzói tanács (helyettesként)  | 1715. február 4.     | 1715. március 21.    | Széküresedés                                             |
| | Joseph Dudley                      | 1715. március 21.    | 1715. november 9.    | William Tailer (1715. március 21. – 1716. október 5.)    |
| | William Tailer (helyettesként)     | 1715. november 9.    | 1716. október 5.     | William Tailer (1715. március 21. – 1716. október 5.)    |
| | Samuel Shute                       | 1716. október 5.     | 1723. január 1.      | William Dummer (1716. október 5. – 1730. június 11.)     |
| A three quarter length black and white engraved portrait of William Dummer. He is wearing fashionable early 18th century clothing and a long wig.                            | William Dummer (helyettesként)     | 1723. január 2.      | 1728. július 19.     | William Dummer (1716. október 5. – 1730. június 11.)     |
| A half length color portrait of William Burnet. | William Burnet                     | 1728. július 19.     | 1729. szeptember 7.  | William Dummer (1716. október 5. – 1730. június 11.)     |
| | William Dummer (helyettesként)     | 1729. szeptember 10. | 1730. június 11.     | William Dummer (1716. október 5. – 1730. június 11.)     |
| | William Tailer (helyettesként)     | 1730. június 11.     | 1730, augusztus 10.  | William Tailer (1730. június 11. – 1732. március 1.)     |
| A head and shoulders portrait detail of Jonathan Belcher in middle age. He wears a wig and a reddish-brown jacket.                                                           | Jonathan Belcher                   | 1730, augusztus 10.  | 1741. augusztus 14.  | William Tailer (1730. június 11. – 1732. március 1.)     |
| A head and shoulders portrait detail of Jonathan Belcher in middle age. He wears a wig and a reddish-brown jacket.                                                           | Jonathan Belcher                   | 1730, augusztus 10.  | 1741. augusztus 14.  | Széküresedés                                             |
| A head and shoulders portrait detail of Jonathan Belcher in middle age. He wears a wig and a reddish-brown jacket.                                                           | Jonathan Belcher                   | 1730, augusztus 10.  | 1741. augusztus 14.  | Spencer Phips (1732. augusztus 8. – 1757. április 4.)    |
| A three quarter length portrait of William Shirley. He wears a red coat over a white shirt with lace ruffled cuffs. His right hand rests on desk or table containing papers. | William Shirley                    | 1741. augusztus 14.  | 1749. szeptember 11. |                                                          |
| | Spencer Phips (helyettesként)      | 1749. szeptember 11. | 1753. augusztus 7.   |                                                          |
| | William Shirley                    | 1753. augusztus 7.   | 1756. szeptember 25. |                                                          |
| | Spencer Phips (helyettesként)      | 1756. szeptember 25. | 1757. április 4.     |                                                          |
| | Kormányzói tanács (helyettesként)  | 1757. április 5.     | 1757. augusztus 3.   | Széküresedés                                             |
| A head and shoulders black and white engraved portrait of THomas Pownall. | Thomas Pownall                     | 1757. augusztus 3.   | 1760. június 3.      | Thomas Hutchinson (1758. június 1. – 1771. március 14.)  |
| A photograph of an oil painting of a head and shoulders portrait of Thomas Hutchinson. The photograph has faded and discolored into primarily red colors.                    | Thomas Hutchinson (helyettesként)  | 1760. június 3.      | 1760. augusztus 2.   | Thomas Hutchinson (1758. június 1. – 1771. március 14.)  |
| A head and shoulders portrait of Francis Bernard. This black-and-white photograph of an oil painting is blotched due to age.                                                 | Sir Francis Bernard, 1st Baronet   | 1760. augusztus 2.   | 1769. augusztus 1.   | Thomas Hutchinson (1758. június 1. – 1771. március 14.)  |
| | Thomas Hutchinson                  | 1769. augusztus 2.   | 1774. május 17.      | Thomas Hutchinson (1758. június 1. – 1771. március 14.)  |
| Andrew Oliver (1771. március 14. – 1774. március 3.) | Thomas Hutchinson                  | 1769. augusztus 2.   | 1774. május 17.      |                                                          |
| Széküresedés | Thomas Hutchinson                  | 1769. augusztus 2.   | 1774. május 17.      |                                                          |
| A head-only portrait of Thomas Gage. His red military uniform is just visible.                                                                                               | General The Hon. Thomas Gage       | 1774. május 17.      | 1775. október 11.    |                                                          |
| A head-only portrait of Thomas Gage. His red military uniform is just visible.                                                                                               | General The Hon. Thomas Gage       | 1774. május 17.      | 1775. október 11.    | Thomas Oliver (1774. augusztus 8. – 1776. március 17.)   |

## Massachusetts szövetségi állam kormányzói
| Massachusetts kormányzóinak listája                                                                        | Massachusetts kormányzóinak listája                                                                        | Massachusetts kormányzóinak listája                                                                        | Massachusetts kormányzóinak listája                                                                        | Massachusetts kormányzóinak listája                                                                        | Massachusetts kormányzóinak listája                                                                        | Massachusetts kormányzóinak listája | Massachusetts kormányzóinak listája                                                                        | Massachusetts kormányzóinak listája                                                                        |
| Föderalista Amerika Párt Demokrata-Republikánus Jackson-ellenes Whig Párt Demokrata Párt Republikánus Párt | Föderalista Amerika Párt Demokrata-Republikánus Jackson-ellenes Whig Párt Demokrata Párt Republikánus Párt | Föderalista Amerika Párt Demokrata-Republikánus Jackson-ellenes Whig Párt Demokrata Párt Republikánus Párt | Föderalista Amerika Párt Demokrata-Republikánus Jackson-ellenes Whig Párt Demokrata Párt Republikánus Párt | Föderalista Amerika Párt Demokrata-Republikánus Jackson-ellenes Whig Párt Demokrata Párt Republikánus Párt | Föderalista Amerika Párt Demokrata-Republikánus Jackson-ellenes Whig Párt Demokrata Párt Republikánus Párt | Föderalista Amerika Párt Demokrata-Republikánus Jackson-ellenes Whig Párt Demokrata Párt Republikánus Párt | Föderalista Amerika Párt Demokrata-Republikánus Jackson-ellenes Whig Párt Demokrata Párt Republikánus Párt | Föderalista Amerika Párt Demokrata-Republikánus Jackson-ellenes Whig Párt Demokrata Párt Republikánus Párt |
| # | Kép | Kormányzó                                                                                                  | Hivatali idő                                                                                               | Hivatali idő                                                                                               | Párt | Egyéb választott (szövetségi) tisztségei | Helyettes                                                                                                  | Helyettes                                                                                                  |
| # | Kép | Kormányzó                                                                                                  | kezdete | vége | Párt | Egyéb választott (szövetségi) tisztségei | Helyettes                                                                                                  | Helyettes                                                                                                  |
| --- | --- | --- | --- | --- | --- | --- | --- | --- |
| 1 | | John Hancock                                                                                               | 1780. október 25.                                                                                          | 1785. február 17.                                                                                          | FÜGG | A Kontinentális Kongresszus elnöke (1775-1777) | Thomas Cushing (1780–1788)                                                                                 | FÜGG |
| – | | Thomas Cushing                                                                                             | 1785. február 17.                                                                                          | 1785. május 27.                                                                                            | FÜGG | A Kontinentális Kongresszus tagja (1774-1776) | Thomas Cushing (1780–1788)                                                                                 | FÜGG |
| 2 | | James Bowdoin                                                                                              | 1785. május 27.                                                                                            | 1787. május 30.                                                                                            | FÜGG | | Thomas Cushing (1780–1788)                                                                                 | FÜGG |
| 3 | | John Hancock                                                                                               | 1787. május 30.                                                                                            | 1793. október 8.                                                                                           | FÜGG | A Kontinentális Kongresszus elnöke (1775-1777) | Thomas Cushing (1780–1788)                                                                                 | FÜGG |
| 3 | Benjamin Lincoln (1788–1789)                                                                               | John Hancock                                                                                               | 1787. május 30.                                                                                            | 1793. október 8.                                                                                           | FÜGG | A Kontinentális Kongresszus elnöke (1775-1777) | 40x40px[halott link]                                                                                       | |
| 3 | Samuel Adams (1789–1794)                                                                                   | John Hancock                                                                                               | 1787. május 30.                                                                                            | 1793. október 8.                                                                                           | FÜGG | A Kontinentális Kongresszus elnöke (1775-1777) | | |
| 4 | | Samuel Adams                                                                                               | 1793. október 8.                                                                                           | 1797. június 2.                                                                                            | FÜGG | A Kontinentális Kongresszus tagja (1774–1781) | Moses Gill (1794–1800)                                                                                     | FÜGG |
| 5 | | Increase Sumner                                                                                            | 1797. június 2.                                                                                            | 1799. június 7.                                                                                            | FÜGG | | Moses Gill (1794–1800)                                                                                     | FÜGG |
| – | | Moses Gill                                                                                                 | 1799. június 7.                                                                                            | 1800. május 20.                                                                                            | FÜGG | | nem volt                                                                                                   | nem volt                                                                                                   |
| – | | Kormányzói tanács                                                                                          | 1800. május 20.                                                                                            | 1800. május 30.                                                                                            | - | | nem volt                                                                                                   | nem volt                                                                                                   |
| 6 | | Caleb Strong                                                                                               | 1800. május 30.                                                                                            | 1807. május 29.                                                                                            | 40x40px[halott link]                                                                                       | Az USA szenátusának tagja (1789-1796) | Samuel Phillips Jr. (1801–1802)                                                                            | 40x40px[halott link]                                                                                       |
| 6 | Edward Robbins (1802–1806)                                                                                 | Caleb Strong                                                                                               | 1800. május 30.                                                                                            | 1807. május 29.                                                                                            | 40x40px[halott link]                                                                                       | Az USA szenátusának tagja (1789-1796) | | |
| 7 | | James Sullivan                                                                                             | 1807. május 29.                                                                                            | 1808. december 10.                                                                                         | | | Levi Lincoln, Sr.                                                                                          | |
| – | | Levi Lincoln, Sr.                                                                                          | 1808. december 10.                                                                                         | 1809. május 1.                                                                                             | | Az Amerikai Egyesült Államok Kongresszusának tagja (1800-1801) Az USA államtitkára (1801) Az USA igazságügyi államtitkára (1801-1805)                                                                           | nem volt                                                                                                   | nem volt                                                                                                   |
| 8 | | Christopher Gore                                                                                           | 1809. május 1.                                                                                             | 1810. június 10.                                                                                           | 40x40px[halott link]                                                                                       | Az USA szenátusának tagja (1813-1816) | David Cobb                                                                                                 | 40x40px[halott link]                                                                                       |
| 9 | | Elbridge Gerry                                                                                             | 1810. június 10.                                                                                           | 1812. március 4.                                                                                           | | Az Amerikai Egyesült Államok Kongresszusának tagja (1789-1793) Az Amerikai Egyesült Államok 5. alelnöke (1813-1814)                                                                                             | William Gray                                                                                               | |
| 10 | | Caleb Strong                                                                                               | 1812. március 4.                                                                                           | 1816. május 30.                                                                                            | 40x40px[halott link]                                                                                       | Az USA szenátusának tagja (1789-1796) | William Phillips, Jr.                                                                                      | 40x40px[halott link]                                                                                       |
| 11 | | John Brooks                                                                                                | 1816. május 30.                                                                                            | 1823. május 31.                                                                                            | 40x40px[halott link]                                                                                       | | William Phillips, Jr.                                                                                      | 40x40px[halott link]                                                                                       |
| 12 | | William Eustis                                                                                             | 1823. május 31.                                                                                            | 1825. február 6.                                                                                           | | Az Amerikai Egyesült Államok Kongresszusának tagja (1801-1805; 1820-1823) Az USA hadügyi államtitkára (1809-1813) Az USA-t képviselő miniszter Hollandiában (1814-1818)                                         | Lincoln Levi Junior (1823–1824)                                                                            | |
| 12 | Marco Morton (1824–1825)                                                                                   | William Eustis                                                                                             | 1823. május 31.                                                                                            | 1825. február 6.                                                                                           | | Az Amerikai Egyesült Államok Kongresszusának tagja (1801-1805; 1820-1823) Az USA hadügyi államtitkára (1809-1813) Az USA-t képviselő miniszter Hollandiában (1814-1818)                                         | | |
| – | | Marcus Morton                                                                                              | 1825. február 6.                                                                                           | 1825. május 26.                                                                                            | | Az Amerikai Egyesült Államok Kongresszusának tagja (1817-1821) | nem volt                                                                                                   | nem volt                                                                                                   |
| 13 | | Levi Lincoln Junior                                                                                        | 1825. május 26.                                                                                            | 1834. január 9.                                                                                            | 50x100px[halott link]                                                                                      | Az Amerikai Egyesült Államok Kongresszusának tagja (1834-1841) | Thomas L. Winthrop (1826–1833)                                                                             | |
| 13 | Turell Samuel Armstrong                                                                                    | Levi Lincoln Junior                                                                                        | 1825. május 26.                                                                                            | 1834. január 9.                                                                                            | 50x100px[halott link]                                                                                      | Az Amerikai Egyesült Államok Kongresszusának tagja (1834-1841) | | |
| 14 | | John Davis                                                                                                 | 1834. január 9.                                                                                            | 1835. március 1.                                                                                           | | Az Amerikai Egyesült Államok Kongresszusának tagja (1825-1834) Az USA szenátusának tagja (1835-1841; 1845-1853)                                                                                                 | | |
| – | | Turell Samuel Armstrong                                                                                    | 1835. március 1.                                                                                           | 1836. január 13.                                                                                           | | | | |
| 15 | | Edward Everett                                                                                             | 1836. január 13.                                                                                           | 1840. január 18.                                                                                           | | Az Amerikai Egyesült Államok Kongresszusának tagja (1825-1835) Az USA szenátusának tagja (1853-1854) Az USA államtitkára (1852-1853) Az USA-t képviselő miniszter az Egyesült Királyságban (1841-1845)          | George Hull                                                                                                | |
| 16 | | Marcus Morton                                                                                              | 1840. január 18.                                                                                           | 1841. január 7.                                                                                            | 40x40px[halott link]                                                                                       | Az Amerikai Egyesült Államok Kongresszusának tagja (1817-1821) | George Hull                                                                                                | |
| 17 | | John Davis                                                                                                 | 1841. január 7.                                                                                            | 1843. január 17.                                                                                           | | Az Amerikai Egyesült Államok Kongresszusának tagja (1825-1834) Az USA szenátusának tagja (1835-1841; 1845-1853)                                                                                                 | George Hull                                                                                                | |
| 18 | | Marcus Morton                                                                                              | 1843. január 17.                                                                                           | 1844. január 1.                                                                                            | 40x40px[halott link]                                                                                       | Az Amerikai Egyesült Államok Kongresszusának tagja (1817-1821) | Henry H. Childs                                                                                            | 40x40px[halott link]                                                                                       |
| 19 | | George N. Briggs                                                                                           | 1844. január 1.                                                                                            | 1851. január 11.                                                                                           | | Az Amerikai Egyesült Államok Kongresszusának tagja (1831-1843) | John Reed, Jr.                                                                                             | |
| 20 | | George S. Boutwell                                                                                         | 1851. január 11.                                                                                           | 1853. január 14.                                                                                           | 40x40px[halott link]                                                                                       | Az USA pénzügyi államtitkára (1869-1873) Az Amerikai Egyesült Államok Kongresszusának tagja (1863-1869) Az USA szenátusának tagja (1873-1877)                                                                   | Henry W. Cushman                                                                                           | 40x40px[halott link]                                                                                       |
| 21 | | John H. Clifford                                                                                           | 1853. január 14.                                                                                           | 1854. január 12.                                                                                           | | | Elisha Huntington                                                                                          | |
| 22 | | Emory Washburn                                                                                             | 1854. január 12.                                                                                           | 1855. január 4.                                                                                            | | | William C. Plunkett                                                                                        | |
| 23 | | Henry J. Gardner                                                                                           | 1855. január 4.                                                                                            | 1858. január 7.                                                                                            | 53x53px[halott link]                                                                                       | | Simon Brown (1855–1856)                                                                                    | 53x53px[halott link]                                                                                       |
| 23 | Henry W. Benchley (1856–1858)                                                                              | Henry J. Gardner                                                                                           | 1855. január 4.                                                                                            | 1858. január 7.                                                                                            | 53x53px[halott link]                                                                                       | 40x40px[halott link] | | |
| 24 | | Nathaniel Prentice Banks                                                                                   | 1858. január 7.                                                                                            | 1861. január 3.                                                                                            | 40x40px[halott link]                                                                                       | Az USA kétcsillagos tábornoka Az Amerikai Egyesült Államok Kongresszusának tagja (1853-1857; 1865-1873; 1875-1879; 1889-1891) Az Amerikai Egyesült Államok Kongresszusának 21. képviselőházi elnöke (1856-1857) | Eliphalet Trask                                                                                            | 40x40px[halott link]                                                                                       |
| 25 | | John Andrew Albion                                                                                         | 1861. január 3.                                                                                            | 1866. január 4.                                                                                            | 40x40px[halott link]                                                                                       | | John Z. Goodrich (1861)                                                                                    | 40x40px[halott link]                                                                                       |
| 25 | John Nesmith (1862)                                                                                        | John Andrew Albion                                                                                         | 1861. január 3.                                                                                            | 1866. január 4.                                                                                            | 40x40px[halott link]                                                                                       | 40x40px[halott link] | | |
| 25 | Joel Hayden (1863–1866)                                                                                    | John Andrew Albion                                                                                         | 1861. január 3.                                                                                            | 1866. január 4.                                                                                            | 40x40px[halott link]                                                                                       | 40x40px[halott link] | | |
| 26 | | Alexander H. Bullock                                                                                       | 1866. január 4.                                                                                            | 1869. január 7.                                                                                            | 40x40px[halott link]                                                                                       | | William Claflin                                                                                            | 40x40px[halott link]                                                                                       |
| 27 | | William Claflin                                                                                            | 1869. január 7.                                                                                            | 1872. január 4.                                                                                            | 40x40px[halott link]                                                                                       | Az Amerikai Egyesült Államok Kongresszusának tagja (1877-1881) | Joseph Tucker (1869–1873)                                                                                  | 40x40px[halott link]                                                                                       |
| 28 | | William B. Washburn                                                                                        | 1872. január 4.                                                                                            | 1874. április 29.                                                                                          | 40x40px[halott link]                                                                                       | Az Amerikai Egyesült Államok Kongresszusának tagja (1863-1871) Az USA szenátusának tagja (1874-1875) | Joseph Tucker (1869–1873)                                                                                  | 40x40px[halott link]                                                                                       |
| 28 | Thomas Talbot (1873–1875)                                                                                  | William B. Washburn                                                                                        | 1872. január 4.                                                                                            | 1874. április 29.                                                                                          | 40x40px[halott link]                                                                                       | Az Amerikai Egyesült Államok Kongresszusának tagja (1863-1871) Az USA szenátusának tagja (1874-1875) | 40x40px[halott link]                                                                                       | |
| – | | Thomas Talbot                                                                                              | 1874. április 29.                                                                                          | 1975. január 7.                                                                                            | 40x40px[halott link]                                                                                       | | nem volt                                                                                                   | nem volt                                                                                                   |
| 29 | | William Gaston                                                                                             | 1875. január 7.                                                                                            | 1876. január 6.                                                                                            | 40x40px[halott link]                                                                                       | | Horatio G. Knight                                                                                          | 40x40px[halott link]                                                                                       |
| 30 | | Alexander H. Rice                                                                                          | 1876. január 6.                                                                                            | 1879. január 2.                                                                                            | 40x40px[halott link]                                                                                       | Az Amerikai Egyesült Államok Kongresszusának tagja (1859-1867) | Horatio G. Knight                                                                                          | 40x40px[halott link]                                                                                       |
| 31 | | Thomas Talbot                                                                                              | 1879. január 2.                                                                                            | 1880. január 8.                                                                                            | 40x40px[halott link]                                                                                       | | John Davis Long                                                                                            | 40x40px[halott link]                                                                                       |
| 32 | | John Davis Long                                                                                            | 1880. január 8.                                                                                            | 1883. január 4.                                                                                            | 40x40px[halott link]                                                                                       | Az Amerikai Egyesült Államok Kongresszusának tagja (1883-1889) Az USA tengerészeti államtitkára (1897-1902) | Byron Weston                                                                                               | 40x40px[halott link]                                                                                       |
| 33 | | Benjamin Franklin Butler                                                                                   | 1883. január 4.                                                                                            | 1884. január 3.                                                                                            | 40x40px[halott link]                                                                                       | Az USA kétcsillagos tábornoka Az Amerikai Egyesült Államok Kongresszusának tagja (1867-1879) | Oliver Ames                                                                                                | 40x40px[halott link]                                                                                       |
| 34 | | George D. Robinson                                                                                         | 1884. január 3.                                                                                            | 1887. január 6.                                                                                            | 40x40px[halott link]                                                                                       | Az Amerikai Egyesült Államok Kongresszusának tagja (1877-1884) | Oliver Ames                                                                                                | 40x40px[halott link]                                                                                       |
| 35 | | Oliver Ames                                                                                                | 1887. január 6.                                                                                            | 1890. január 7.                                                                                            | 40x40px[halott link]                                                                                       | | John D. A. Brackett                                                                                        | 40x40px[halott link]                                                                                       |
| 36 | | John D. A. Brackett                                                                                        | 1890. január 7.                                                                                            | 1891. január 8.                                                                                            | 40x40px[halott link]                                                                                       | | William H. Haile (1890-1893)                                                                               | 40x40px[halott link]                                                                                       |
| 37 | | William E. Russell                                                                                         | 1891. január 8.                                                                                            | 1894. január 4.                                                                                            | 40x40px[halott link]                                                                                       | | William H. Haile (1890-1893)                                                                               | 40x40px[halott link]                                                                                       |
| 37 | Roger Wolcott (1893–1897)                                                                                  | William E. Russell                                                                                         | 1891. január 8.                                                                                            | 1894. január 4.                                                                                            | 40x40px[halott link]                                                                                       | 40x40px[halott link] | | |
| 38 | Roger Wolcott (1893–1897)                                                                                  | | Frederic T. Greenhalge                                                                                     | 1894. január 4.                                                                                            | 1896. március 5.                                                                                           | 40x40px[halott link] | 40x40px[halott link]                                                                                       | Az Amerikai Egyesült Államok Kongresszusának tagja (1889-1891)                                             |
| 39 | Roger Wolcott (1893–1897)                                                                                  | | Roger Wolcott                                                                                              | 1896. március 5.                                                                                           | 1900. január 4.                                                                                            | 40x40px[halott link] | 40x40px[halott link]                                                                                       | |
| 39 | Winthrop Murray Crane (1897 - 1900)                                                                        | 40x40px[halott link]                                                                                       | Roger Wolcott                                                                                              | 1896. március 5.                                                                                           | 1900. január 4.                                                                                            | | 40x40px[halott link]                                                                                       | |
| 40 | | Winthrop Murray Crane                                                                                      | 1900. január 4.                                                                                            | 1903. január 8.                                                                                            | 40x40px[halott link]                                                                                       | Az USA szenátusának tagja (1904-1913) | John L. Bates                                                                                              | 40x40px[halott link]                                                                                       |
| 41 | | John L. Bates                                                                                              | 1903. január 8.                                                                                            | 1905. január 5.                                                                                            | 40x40px[halott link]                                                                                       | | Guild Curtis Jr.                                                                                           | 40x40px[halott link]                                                                                       |
| 42 | | William Lewis Douglas                                                                                      | 1905. január 5.                                                                                            | 1906. január 4.                                                                                            | 40x40px[halott link]                                                                                       | | Guild Curtis Jr.                                                                                           | 40x40px[halott link]                                                                                       |
| 43 | | Guild Curtis Jr.                                                                                           | 1906. január 4.                                                                                            | 1909. január 7.                                                                                            | 40x40px[halott link]                                                                                       | Az USA nagykövete az Orosz Birodalomban (1911-1913) | Ebenezer Sumner Draper                                                                                     | 40x40px[halott link]                                                                                       |
| 44 | | Ebenezer Sumner Draper                                                                                     | 1909. január 7.                                                                                            | 1911. január 5.                                                                                            | 40x40px[halott link]                                                                                       | | Louis A. Frothingham                                                                                       | 40x40px[halott link]                                                                                       |
| 45 | | Eugene Foss                                                                                                | 1911. január 5.                                                                                            | 1914. január 8.                                                                                            | 40x40px[halott link]                                                                                       | Az Amerikai Egyesült Államok Kongresszusának tagja (1910-1911) | Louis A. Frothingham (1911–1912)                                                                           | 40x40px[halott link]                                                                                       |
| 45 | Robert Luce (1912–1913)                                                                                    | Eugene Foss                                                                                                | 1911. január 5.                                                                                            | 1914. január 8.                                                                                            | 40x40px[halott link]                                                                                       | Az Amerikai Egyesült Államok Kongresszusának tagja (1910-1911) | 40x40px[halott link]                                                                                       | |
| 45 | David I. Walsh (1913–1914)                                                                                 | Eugene Foss                                                                                                | 1911. január 5.                                                                                            | 1914. január 8.                                                                                            | 40x40px[halott link]                                                                                       | Az Amerikai Egyesült Államok Kongresszusának tagja (1910-1911) | 40x40px[halott link]                                                                                       | |
| 46 | | David I. Walsh                                                                                             | 1914. január 8.                                                                                            | 1916. január 6.                                                                                            | 40x40px[halott link]                                                                                       | Az USA szenátusának tagja (1919-1947) | Edward P. Barry (1914–1915)                                                                                | 40x40px[halott link]                                                                                       |
| 46 | Grafton D. Cushing (1915–1916)                                                                             | David I. Walsh                                                                                             | 1914. január 8.                                                                                            | 1916. január 6.                                                                                            | 40x40px[halott link]                                                                                       | Az USA szenátusának tagja (1919-1947) | 40x40px[halott link]                                                                                       | |
| 47 | | Samuel W. McCall                                                                                           | 1916. január 6.                                                                                            | 1919. január 2.                                                                                            | 40x40px[halott link]                                                                                       | Az Amerikai Egyesült Államok Kongresszusának tagja (1893-1913) | Calvin Coolidge                                                                                            | 40x40px[halott link]                                                                                       |
| 48 | | Calvin Coolidge                                                                                            | 1919. január 2.                                                                                            | 1921. január 6.                                                                                            | 40x40px[halott link]                                                                                       | Az Amerikai Egyesült Államok 29. alelnöke (1921-1923) Az Amerikai Egyesült Államok 30. elnöke (1923-1929) | Channing H. Cox                                                                                            | 40x40px[halott link]                                                                                       |
| 49 | | Channing H. Cox                                                                                            | 1921. január 6.                                                                                            | 1925. január 8.                                                                                            | 40x40px[halott link]                                                                                       | | Alvan T. Fuller                                                                                            | 40x40px[halott link]                                                                                       |
| 50 | | Alvan T. Fuller                                                                                            | 1925. január 8.                                                                                            | 1929. január 3.                                                                                            | 40x40px[halott link]                                                                                       | Az Amerikai Egyesült Államok Kongresszusának tagja (1917-1921) | Frank G. Allen                                                                                             | 40x40px[halott link]                                                                                       |
| 51 | | Frank G. Allen                                                                                             | 1929. január 3.                                                                                            | 1931. január 8.                                                                                            | 40x40px[halott link]                                                                                       | | William S. Youngman (1929–1933)                                                                            | 40x40px[halott link]                                                                                       |
| 52 | | Joseph B. Ely                                                                                              | 1931. január 8.                                                                                            | 1935. január 3.                                                                                            | 40x40px[halott link]                                                                                       | | William S. Youngman (1929–1933)                                                                            | 40x40px[halott link]                                                                                       |
| 52 | Gaspar G. Bacon (1933–1935)                                                                                | Joseph B. Ely                                                                                              | 1931. január 8.                                                                                            | 1935. január 3.                                                                                            | 40x40px[halott link]                                                                                       | 40x40px[halott link] | | |
| 53 | | James Michael Curley                                                                                       | 1935. január 3.                                                                                            | 1937. január 7.                                                                                            | 40x40px[halott link]                                                                                       | Az Amerikai Egyesült Államok Kongresszusának tagja (1911-1914; 1943-1947) | Joseph L. Hurley                                                                                           | 40x40px[halott link]                                                                                       |
| 54 | | Charles F. Hurley                                                                                          | 1937. január 7.                                                                                            | 1939. január 5.                                                                                            | 40x40px[halott link]                                                                                       | | Francis E. Kelly                                                                                           | 40x40px[halott link]                                                                                       |
| 55 | | Leverett Saltonstall                                                                                       | 1939. január 5.                                                                                            | 1945. január 3.                                                                                            | 40x40px[halott link]                                                                                       | Az USA szenátusának tagja (1945-1967) | Horace T. Cahill                                                                                           | 40x40px[halott link]                                                                                       |
| 56 | | Maurice J. Tobin                                                                                           | 1945. január 3.                                                                                            | 1947. január 2.                                                                                            | 40x40px[halott link]                                                                                       | Az USA munkaügyi államtitkára (1948-1953) | Robert F. Bradford                                                                                         | 40x40px[halott link]                                                                                       |
| 57 | | Robert F. Bradford                                                                                         | 1947. január 2.                                                                                            | 1949. január 6.                                                                                            | 40x40px[halott link]                                                                                       | | Arthur W. Coolidge                                                                                         | 40x40px[halott link]                                                                                       |
| 58 | | Paul A. Dever                                                                                              | 1949. január 6.                                                                                            | 1953. január 8.                                                                                            | 40x40px[halott link]                                                                                       | | Charles F. Sullivan                                                                                        | 40x40px[halott link]                                                                                       |
| 59 | | Christian Herter                                                                                           | 1953. január 8.                                                                                            | 1957. január 3.                                                                                            | 40x40px[halott link]                                                                                       | Az Amerikai Egyesült Államok Kongresszusának tagja (1943-1953) Az USA államtitkár-helyettese (1957-1959) Az USA államtitkára (1959–1961) Az USA külkereskedelmi képviselője (1962-1966)                         | G. Sumner Whittier                                                                                         | 40x40px[halott link]                                                                                       |
| 60 | | Foster Furcolo                                                                                             | 1957. január 3.                                                                                            | 1961. január 5.                                                                                            | 40x40px[halott link]                                                                                       | Az Amerikai Egyesült Államok Kongresszusának tagja (1949-1952) | Robert F. Murphy (1957–1960)                                                                               | 40x40px[halott link]                                                                                       |
| 60 | Széküresedés                                                                                               | Foster Furcolo                                                                                             | 1957. január 3.                                                                                            | 1961. január 5.                                                                                            | 40x40px[halott link]                                                                                       | Az Amerikai Egyesült Államok Kongresszusának tagja (1949-1952) | | |
| 61 | | John A. Volpe                                                                                              | 1961. január 5.                                                                                            | 1963. január 3.                                                                                            | 40x40px[halott link]                                                                                       | Az USA közlekedési államtitkára (1969-1973) Az USA nagykövete Olaszországban (1973-1977) | Edward F. McLaughlin, Jr.                                                                                  | 40x40px[halott link]                                                                                       |
| 62 | | Endicott Peabody                                                                                           | 1963. január 3.                                                                                            | 1965. január 7.                                                                                            | 40x40px[halott link]                                                                                       | | Francis X. Belotti                                                                                         | 40x40px[halott link]                                                                                       |
| 63 | | John A. Volpe                                                                                              | 1965. január 7.                                                                                            | 1969. január 22.                                                                                           | 40x40px[halott link]                                                                                       | Az USA közlekedési államtitkára (1969-1973) Az USA nagykövete Olaszországban (1973-1977) | Elliot Richardson (1965–1967)                                                                              | 40x40px[halott link]                                                                                       |
| 63 | Francis W. Sargent (1967–1969)                                                                             | John A. Volpe                                                                                              | 1965. január 7.                                                                                            | 1969. január 22.                                                                                           | 40x40px[halott link]                                                                                       | Az USA közlekedési államtitkára (1969-1973) Az USA nagykövete Olaszországban (1973-1977) | 40x40px[halott link]                                                                                       | |
| 64 | | Francis W. Sargent                                                                                         | 1969. január 22.                                                                                           | 1975. január 2.                                                                                            | 40x40px[halott link]                                                                                       | | Széküresedés                                                                                               | Széküresedés                                                                                               |
| 64 | Donald R. Dwight                                                                                           | Francis W. Sargent                                                                                         | 1969. január 22.                                                                                           | 1975. január 2.                                                                                            | 40x40px[halott link]                                                                                       | 40x40px[halott link] | | |
| 65 | | Michael Dukakis                                                                                            | 1975. január 2.                                                                                            | 4 gennaio 1979                                                                                             | 40x40px[halott link]                                                                                       | | Thomas P. O'Neill III                                                                                      | 40x40px[halott link]                                                                                       |
| 66 | | Edward J. King                                                                                             | 1979. január 4.                                                                                            | 1983. január 6.                                                                                            | 40x40px[halott link]                                                                                       | | Thomas P. O'Neill III                                                                                      | 40x40px[halott link]                                                                                       |
| 67 | | Michael Dukakis                                                                                            | 1983. január 6.                                                                                            | 1991. január 3.                                                                                            | 40x40px[halott link]                                                                                       | | John Kerry (1983–1985)                                                                                     | 40x40px[halott link]                                                                                       |
| 67 | Széküresedés                                                                                               | Michael Dukakis                                                                                            | 1983. január 6.                                                                                            | 1991. január 3.                                                                                            | 40x40px[halott link]                                                                                       | | | |
| 67 | Evelyn Murphy (1987–1991)                                                                                  | Michael Dukakis                                                                                            | 1983. január 6.                                                                                            | 1991. január 3.                                                                                            | 40x40px[halott link]                                                                                       | 40x40px[halott link] | | |
| 68 | | William Weld                                                                                               | 1991. január 3.                                                                                            | 1997. június 29.                                                                                           | 40x40px[halott link]                                                                                       | | A. Paul Cellucci                                                                                           | 40x40px[halott link]                                                                                       |
| 69 | | A. Paul Cellucci                                                                                           | 1997. június 29.                                                                                           | 2001. április 10.                                                                                          | 40x40px[halott link]                                                                                       | Az USA nagykövete Kanadában (2001-2005) | Jane Swift                                                                                                 | 40x40px[halott link]                                                                                       |
| – | | Jane Swift                                                                                                 | 2001. április 10.                                                                                          | 2003. január 2.                                                                                            | 40x40px[halott link]                                                                                       | | Széküresedés                                                                                               | Széküresedés                                                                                               |
| 70 | | Mitt Romney                                                                                                | 2003. január 2.                                                                                            | 2007. január 4.                                                                                            | 40x40px[halott link]                                                                                       | A 2012-es amerikai elnökválasztás republikánus jelöltje | Kerry Healey                                                                                               | 40x40px[halott link]                                                                                       |
| 71 | | Deval Patrick                                                                                              | 2007. január 4.                                                                                            | 2015. január 8.                                                                                            | 40x40px[halott link]                                                                                       | | Tim Murray (2007–2013)                                                                                     | 40x40px[halott link]                                                                                       |
| 71 | Széküresedés                                                                                               | Deval Patrick                                                                                              | 2007. január 4.                                                                                            | 2015. január 8.                                                                                            | 40x40px[halott link]                                                                                       | | | |
| 72 | | Charlie Baker                                                                                              | 2015. január 8.                                                                                            | 2023. január 5.                                                                                            | 40x40px[halott link]                                                                                       | | Karyn Polito                                                                                               | 40x40px[halott link]                                                                                       |
| 73 | | Maura Healey                                                                                               | 2023. január 5.                                                                                            | hivatalban                                                                                                 | 40x40px[halott link]                                                                                       | | Kim Driscoll                                                                                               | 40x40px[halott link]                                                                                       |